# وایت سیتی (کانزاس)
وایت سیتی (به انگلیسی: White City) شهری در ایالت کانزاس کشور ایالات متحده آمریکا است که جمعیت آن در سرشماری سال ۲۰۱۰ میلادی، ۶۱۸ نفر بوده‌است.